# Benkelman
Benkelman är administrativ huvudort i Dundy County i Nebraska. Orten har fått sitt namn efter bosättaren J.G. Benkelman. Enligt 2020 års folkräkning hade Benkelman 821 invånare.

## Kända personer från Benkelman
- Ward Bond, skådespelare